# نامه‌های ایرانی
نامه‌های ایرانی (به فرانسوی: Lettres persanes) یکی از آثار ادبی شارل دو مونتسکیو است و مضمون آن نامه‌هایی فرضی هستند که در اواخر سلطنت لوئی چهاردهم بین سال‌های (۱۷۱۱ - ۱۷۲۰ میلادی)، نگارش یافته‌اند. مونتسکیو این نامه‌ها را از زبان دو ایرانی ثروتمند به‌نام‌های «ازبک» و «ریکا» که در مدت مسافرت خود به اروپا، برای مدتی طولانی در فرانسه اقامت گزیده‌اند، نوشته‌است. این کتاب پایه فکری اثر بعدی مونتسکیو یعنی روح القوانین است.
این رمان که در سال (۱۷۲۱ میلادی) در آمستردام با نام مستعار منتشر شد، دربرگیرندهٔ استنباط این دو ایرانی از اروپا و به‌خصوص فرانسه است. نامه‌های ارسالی از ایران، بیشتر از طرف خواجه و زنان حرم‌سرای ازبک است که حوادث روز مملکت و اتفاقات بدیمن مانند خودکشی سوگلی حرم‌سرای او، «روشنک» را به‌اطلاع ارباب می‌رسانند. سبک دلنشین نگارش نامه‌های ایرانی که خواننده را مجذوب می‌نماید، مستور در نحوهٔ طنزآمیز گزارش از آداب و رسوم رایج در پاریس و اروپا است. نامه‌های «ریکا» که از دیدگاه یک شرقی نگارش یافته‌است، لوئی چهاردهم را جادوگری می‌پندارد که پول‌های خزانهٔ شاهی را با یک حرکت دست دوبرابر می‌کند یا پاپ به مردم چنین القا کرده‌است که «سه» برابر با «یک» است (کنایه از اعتقاد به تثلیث) یا این که، نان، نان نیست و شراب، شراب نیست (کنایه از گوشت و خون عیسی مسیح). در احوال آرایش پاریسی‌ها می‌گوید: آن‌ها موهای خود را به‌حدی به طرف بالا جمع می‌کنند که صورتشان درست در وسط بدنشان قرار می‌گیرد. لیکن در پشت این طنز هنرمندانه، مونتسکیو آموزگار جدی اخلاق پنهان شده‌است تا دستگاهی را نقد کند که هیئت حاکمهٔ آن با قدرت نامحدود و تجاوزکارانه‌اش حق حیات را از ملت سلب نموده‌است. مونتسکیو با نوشتن نامه‌های ایرانی گامی بلند در راستای جنبش روشنگری اروپا و برای پی‌ریزی طرحی نو براساس آزادی، حقیقت و تفاهم، به میدان گذاشت. به طنز کشیدن فرانسه و داستان غم‌انگیز حرم‌سرای ایرانی دو روی سکه‌ای است که آزادی‌های فردی و قابلیت‌های عمومی را در غیاب نظم و قاعده و قانون به تصویر کشیده‌است. بخشی از این نامه‌ها به‌تشریح مذاهب و تشابه آن‌ها به یکدیگر یا تضاد موجود در ادیان از دیدگاه ازبک، پرداخته‌است.
مونتسکیو در قسمتی از این کتاب چنین می‌گوید: ایرانی نامبرده از سوی یکی از دوستان فرانسوی خود، به یک نفر فرانسوی دیگر معرفی شد. هنگامی که آن شخص گفت: «این آقا ایرانی است» طرف با نهایت شگفتی اظهار داشت: «آقا ایرانی است، شگفتا! چطور می‌توان ایرانی بود؟» فکر کوچک آن مرد نمی‌توانست بپذیرد که غیر از فرانسویان کسان دیگری هم در گیتی هستند.
مونتسکیو «نامه‌های ایرانی» (Lettres Persanes) را در سال ۱۷۲۱ در ۳۲ سالگی نوشت و هفت سال بعد در سال ۱۷۲۸ میلادی به خاطر این کتاب به عضویت فرهنگستان فرانسه درآمد. این کتاب در ابتدا شصت و چند نامه بوده که پسین‌تر نویسندگانی دیگر نامه‌هایی به سبک مونتسکیو بدان افزوده‌اند. «یوهان ولفگانگ گوته» دربارهٔ این کتاب می‌گوید: «مونتسکیو در «نامه‌های ایرانی» با ترغیب شایسته‌ترین احساسات، ملّت فرانسه را به مبرم‌ترین و خطرناک‌ترین وظایف خود آگاه ساخت.»

## پیوند به‌بیرون
- پرونده‌های رسانه‌ای مربوط به Persian Letters by Montesquieu در ویکی‌انبار

- نامه‌های ایرانی متن فارسی در ویکی‌نبشته